# Farman F.90
Dimensions
Le Farman F.90 était un prototype d’avion de ligne français, construit en 1922. Ce grand biplan monomoteur, d’une envergure de 14 m pour une longueur de 9,30 m, de construction bois, devait emporter 8 passagers. Un seul exemplaire fut construit.